# Physalaemus montubio
Engystomops montubio là một loài ếch trong họ Leptodactylidae. Chúng là loài đặc hữu của Ecuador.
Các môi trường sống tự nhiên của chúng là các khu rừng ẩm ướt đất thấp nhiệt đới hoặc cận nhiệt đới, vùng đất có cây bụi nhiệt đới hoặc cận nhiệt đới, sông, đầm nước ngọt có nước theo mùa, vùng đồng cỏ, vườn nông thôn, và các khu rừng trước đây bị suy thoái nặng nề.